# Língua maori das Ilhas Cook
O maori das Ilhas Cook é uma língua polinésia oriental. É língua oficial das Ilhas Cook e é uma língua indígena do Reino da Nova Zelândia. O maori das Ilhas Cook está intimamente relacionado com o maori da Nova Zelândia, mas é uma língua distinta. O maori das Ilhas Cook é simplesmente chamado de maori quando não há necessidade de distingui-lo do maori da Nova Zelândia, mas também é conhecido como Māori Kuki Airani, ou, de forma controversa, Rarotongano. Muitos cookianos também chamam-na de Te reo Ipukarea, literalmente "a língua do Ancestral Homeland".

## Estatuto oficial
O maori das Ilhas Cook tornou-se uma língua oficial das Ilhas Cook em 2003, mas não tem estatuto oficial na Nova Zelândia, apesar do fato de que a Nova Zelândia é signatário da Declaração das Nações Unidas sobre os Direitos dos Povos Indígenas.